# Arancia rosso sangue
Arancia rosso sangue (The Blood Oranges) è un film del 1997 diretto, scritto (con la collaborazione della moglie Belinda) e prodotto da Philip Haas, tratto dal romanzo Arance rosso sangue di John Hawkes. Il film fu presentato in concorso al Toronto International Film Festival del 1997 nella sezione Special Presentations.

## Produzione

### Riprese
Le riprese sono state effettuate in Messico, a Cuernavaca.

## Distribuzione
- Canada: 7 settembre 1997 (Toronto International Film Festival)
- USA: Ottobre 1998 (video première)